# 寺送
寺送 (てらおくり、寺送り) とは、長野県佐久地方などの葬儀の儀礼。

## 概略
寺送は、喪主や遺族などが、灰寄直後に寺院控室等に行き、僧侶に金品または目録等を納めること。なお目録は六折半紙に法名料、布施、駕籠代などの項目と年月日、施主名、○○寺御納所御中などと書く場合が多い。また、後日、寺を訪問し「寺送」とする例もある。